# Teurthéville-Hague
Teurthéville-Hague är en kommun i departementet Manche i regionen Normandie i norra Frankrike. Kommunen ligger i kantonen Équeurdreville-Hainneville som tillhör arrondissementet Cherbourg. År 2022 hade Teurthéville-Hague 1 029 invånare.

## Befolkningsutveckling
Antalet invånare i kommunen Teurthéville-Hague
| Referens: INSEE |